# La scelta di Sophie (romanzo)
La scelta di Sophie (titolo originale  Sophie's Choice) è un romanzo dello scrittore statunitense William Styron, pubblicato nel 1976. 
Racconta la burrascosa relazione tra una donna di origine polacca sopravvissuta agli orrori di Auschwitz, dove ha perso tutto quello che aveva, e l'uomo di cui è perdutamente innamorata, affetto da seri problemi mentali, attraverso la narrazione in prima persona di un alter ego giovanile dello scrittore stesso.
Ha vinto il National Book Award per la narrativa nel 1980.
Dal romanzo nel 1982 è stato tratto l'omonimo film diretto dal regista Alan Pakula, con Meryl Streep nella parte di Sophie, interpretazione che le è valsa il suo secondo Oscar, il primo come miglior attrice protagonista.
È uscito in edizione italiana nel 1980, per Mondadori. 

## Trama
La seconda guerra mondiale è finita da poco, ed il ventiduenne Stingo giunge a New York dal profondo sud per trovare il modo di dare sfogo ad un impetuoso talento letterario. La sua prima opportunità nel campo editoriale, come “redattore subalterno” si rivela però un vicolo cieco, e la perdita del lavoro e della relativa paga, per quanto misera, lo costringe al trasferimento in una pensione di Brooklyn, nel quartiere a maggioranza ebraica di Flatbush. Qui si trova a fronteggiare il tormento di ogni aspirante scrittore, la pagina bianca, a cui si aggiungono le stranezze di alcuni coinquilini, tra cui la coppia che ogni tanto lo rende partecipe di litigi ed amplessi alquanto rumorosi.
Il travagliato rapporto tra il brillante e lunatico Nathan e la dolce e remissiva Sophie coinvolge presto il giovane Stingo, rendendolo partecipe delle loro storie, in particolare di quella della giovane donna, di cui finisce inevitabilmente per subire il fascino. Nei suoi ricordi si mescolano gli episodi tragici e dolorosi della giovinezza in Polonia con quelli più recenti, che riguardano il singolare incontro tra i due amanti. La storia di Sophie inizia a Cracovia, in una famiglia di intellettuali mitteleuropei che la guerra e l'invasione nazista spazzano via, privandola di genitori e marito, e conducendola nell'inferno di Auschwitz, esperienza di cui comprensibilmente parla poco. Ricorda invece volentieri gli eventi che l'hanno portata ad incontrare il suo salvatore ed attuale compagno Nathan, che ama incondizionatamente, malgrado il comportamento sconcertante. Nel frattempo il giovane scrittore sembra aver trovato la giusta ispirazione, e le pagine bianche cominciano a riempirsi, grazie anche allo stimolo dell'amicizia con queste due persone straordinarie. E nemmeno una tragicomica disavventura a sfondo sessuale con una loro amica pare in grado di rovinare il momento magico.
Ma i gravi problemi di umore di Nathan si ripresentano sotto forma di una crisi improvvisa e furiosa, che si riversa soprattutto su Sophie. Tra le tante offese, una in particolare la ferisce  profondamente, quella di essere sopravvissuta all'inferno del lager grazie a compromessi infami. La furia di Nathan ha colpito nel segno: la reticenza di Sophie su quel periodo della sua vita è legata infatti anche al senso di colpa per aver tentato di ingraziarsi il comandante del campo, Rudolf Höß, sfruttando il passato antisemita del padre, tentativo peraltro fallito. Su questi ed altri fatti Sophie ha preferito tacere o mentire, a Nathan come a Stingo. Però, in seguito a questa nuova grave crisi ed a quella che sembra la rottura definitiva del rapporto con Nathan, Sophie decide di raccontare a Stingo quanto del suo passato aveva preferito tenere nascosto, compresa la causa di questa sua debolezza: il figlio entrato con lei nel lager. E dal flusso di ricordi, che riguardano anche il recente passato, esce una possibile chiave per spiegare il comportamento di Nathan: l'uso di droghe, anfetamine e cocaina, probabile causa delle crisi di gelosia violenta che già una volta avevano portato la coppia ad un passo dalla realizzazione di un patto suicida. Ma le confessioni di Sophie, complice l'alcol, si spingono oltre, ai periodi precedenti l'entrata nel lager, quando nella Varsavia occupata aveva avuto una breve relazione con il giovane Jozef, impegnato nella resistenza. Stingo scopre quindi che il figlio Jan non fu il solo a varcare i cancelli di Auschwitz assieme alla madre, ma con loro c'era anche la figlia minore Eva, inghiottita immediatamente dalla prima selezione, e che in occasione del tentativo di sedurre Höß Sophie aveva cercato di salvare Jan facendolo inserire nel programma Lebensborn, ma che in seguito non ne aveva avuto più notizie.
Quando i dolorosi racconti si concludono, esaurendo il loro compito, Nathan riappare chiedendo nuovamente perdono per il proprio comportamento, ottenendolo facilmente. Tutto sembra poter tornare alla normalità, quando un'altra rivelazione sconvolgente attende Stingo. Il fratello dell'amico lo convoca rivelando il vero motivo di quelle crisi, una grave forma di schizofrenia paranoica che lo avevano condotto a innumerevoli ricoveri in cliniche psichiatriche, svelando inoltre il castello di bugie su cui appoggia il suo fragile equilibrio mentale. Alla crisi successiva è proprio Stingo ad assumere la parte del sospetto traditore agli occhi di Nathan, il quale si procura una pistola e minaccia telefonicamente di morte l'amico e la compagna. L'unica salvezza sembra essere una precipitosa fuga, ed i due si dirigono a sud verso la piantagione di arachidi ereditata dal padre di Stingo, in Virginia. Durante il viaggio, il giovane trova il coraggio di dichiarare il proprio amore, scoprendo però che non può essere corrisposto, tanto forte è la devozione di Sophie per Nathan. In un'ultima terribile confessione la donna svela a Stingo la fonte oscura dell'angoscia e del rimorso che la perseguitano: all'entrata nel campo di sterminio, le fu imposto di scegliere chi salvare tra i suoi due figli, Sophie scelse di tenere Jan e di far morire nella camera gas Eva, in quanto era malaticcia (significato del titolo). E dopo una notte di sesso appassionato, che si rivela essere un addio, Sophie ritorna da Nathan, consapevole del destino che la attende, uccide prima lui per non causargli altrettanto dolore e poi lei stessa. A Stingo, venuto a sapere dell'accaduto, non rimane altro che fare i conti con il proprio e l'altrui dolore, per poi ritornare a pensare a nuove idee per scrivere.

## Personaggi
- Stingo. Spinto dall'ambizione di diventare il nuovo Thomas Wolfe, si imbatte nelle storie di due persone speciali, venendo trascinato anima e corpo nella loro tormentata relazione. Non potrà che diventare il testimone della loro tragica passione.
- Sophie Zawistowka. Giovane donna in fuga da un passato terribile, che cerca nel presente un rifugio da ricordi che la perseguitano, caricandola di rimorsi. L'amore per Nathan si rivela un altro vicolo cieco, l'ultimo.
- Nathan Landau. Dotato di una personalità brillante, al limite del geniale, che però si rivela il lato positivo di una grave patologia mentale. La combinazione con l'uso di stupefacenti lo farà diventare l'involontario carnefice della sua compagna.

## Edizioni
- William Styron, La scelta di Sophie, traduzione di Ettore Capriolo, Edizione Euroclub 2ª ed., Arnoldo Mondadori Editore, settembre 1983  [1976].